# Seznam vrcholů v Hanušovické vrchovině

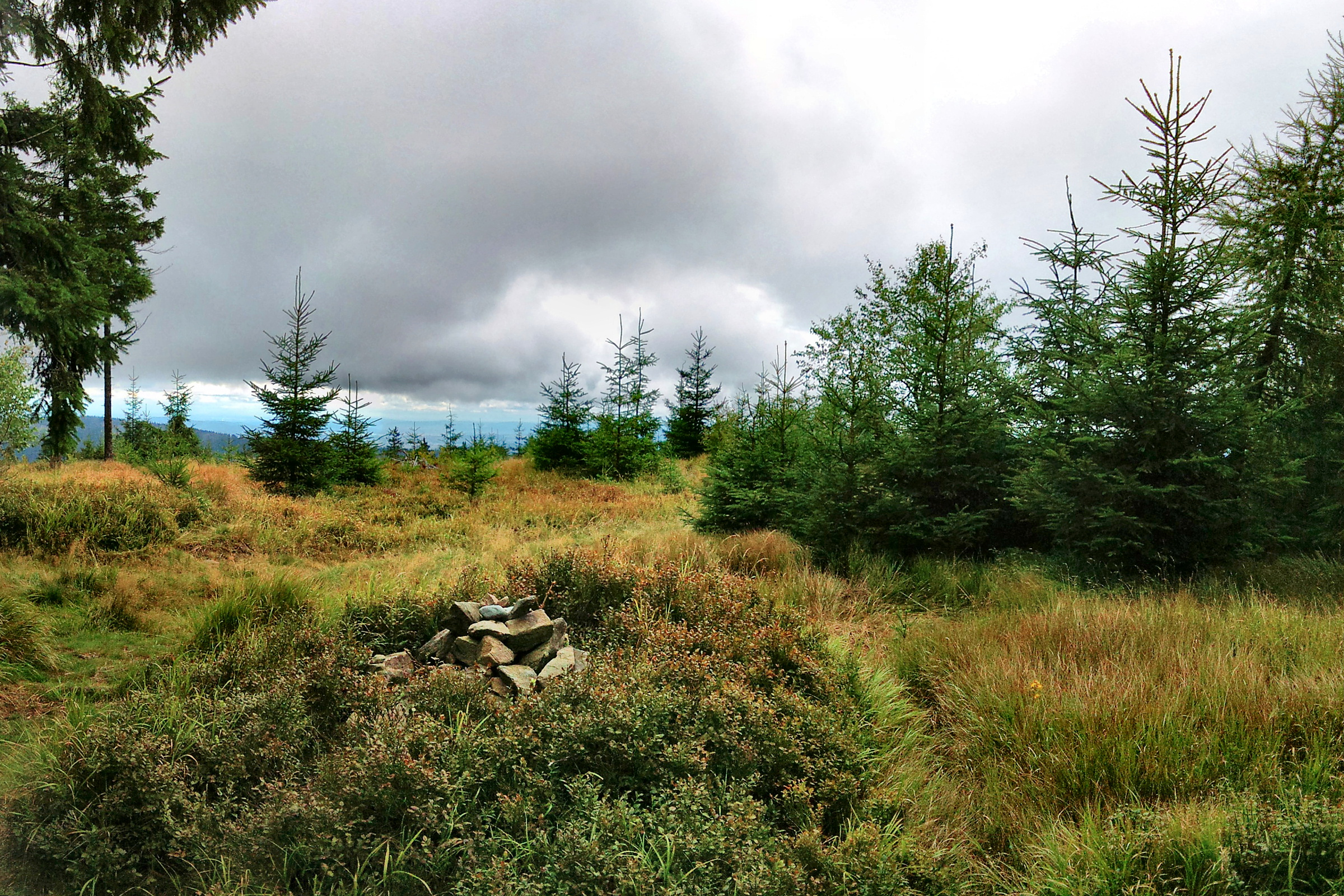
Jeřáb (1003 m)

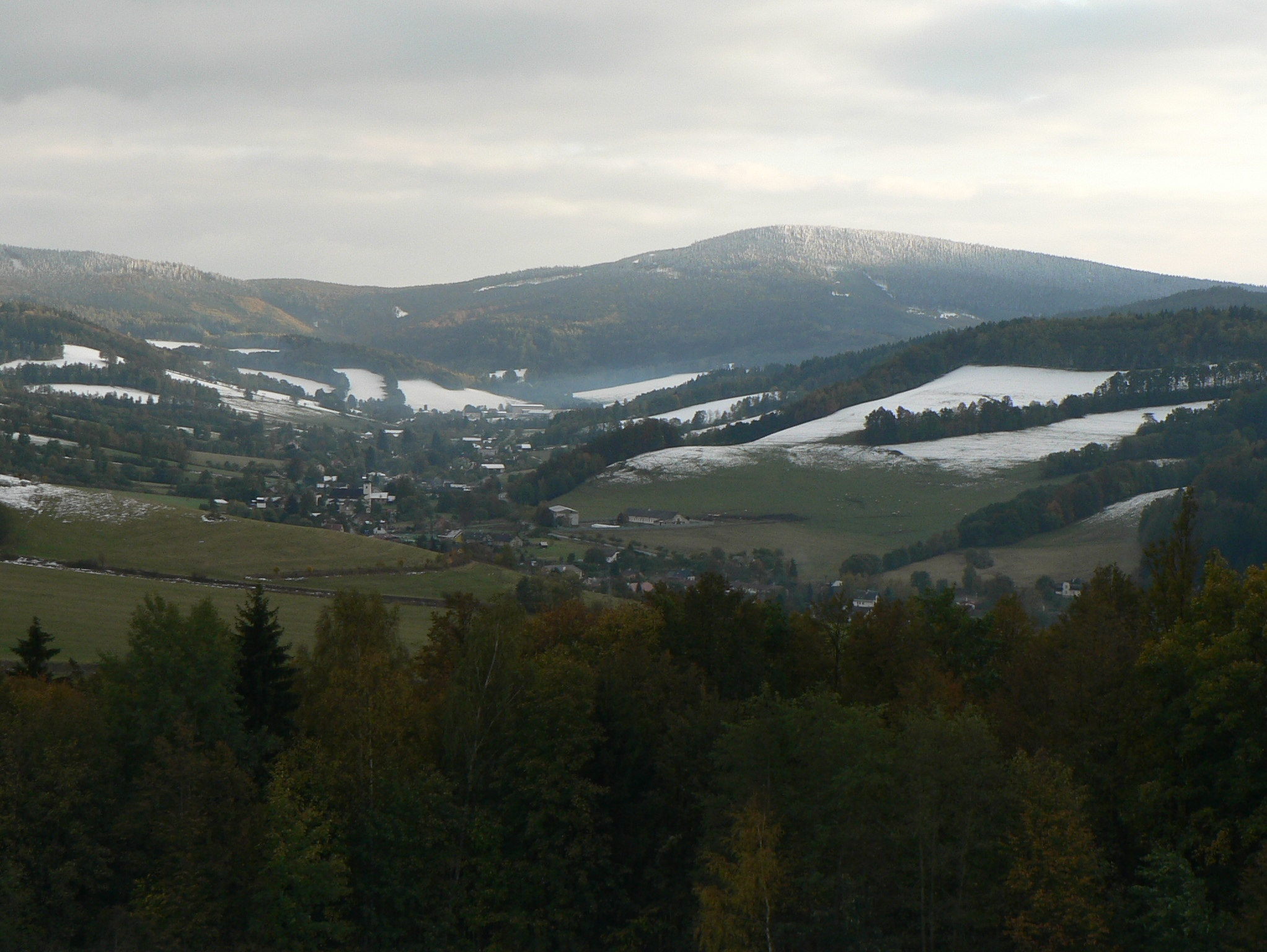
Kamenný vrch (964 m)

Seznam vrcholů v Hanušovické vrchovině obsahuje pojmenované vrcholy s nadmořskou výškou nad 800 m a také všechny hory s prominencí (relativní výškou) nad 100 metrů. Seznam je založen na údajích dostupných na stránkách Mapy.cz a ze základních topografických map ČR. Jako hranice pohoří byla uvažována hranice stejnojmenného geomorfologického celku.

## Seznam vrcholů podle výšky

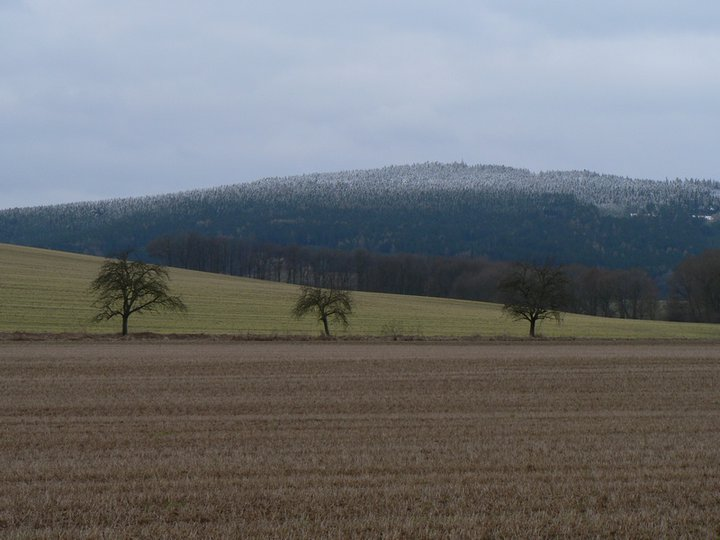
Bradlo (prominence 183 m)

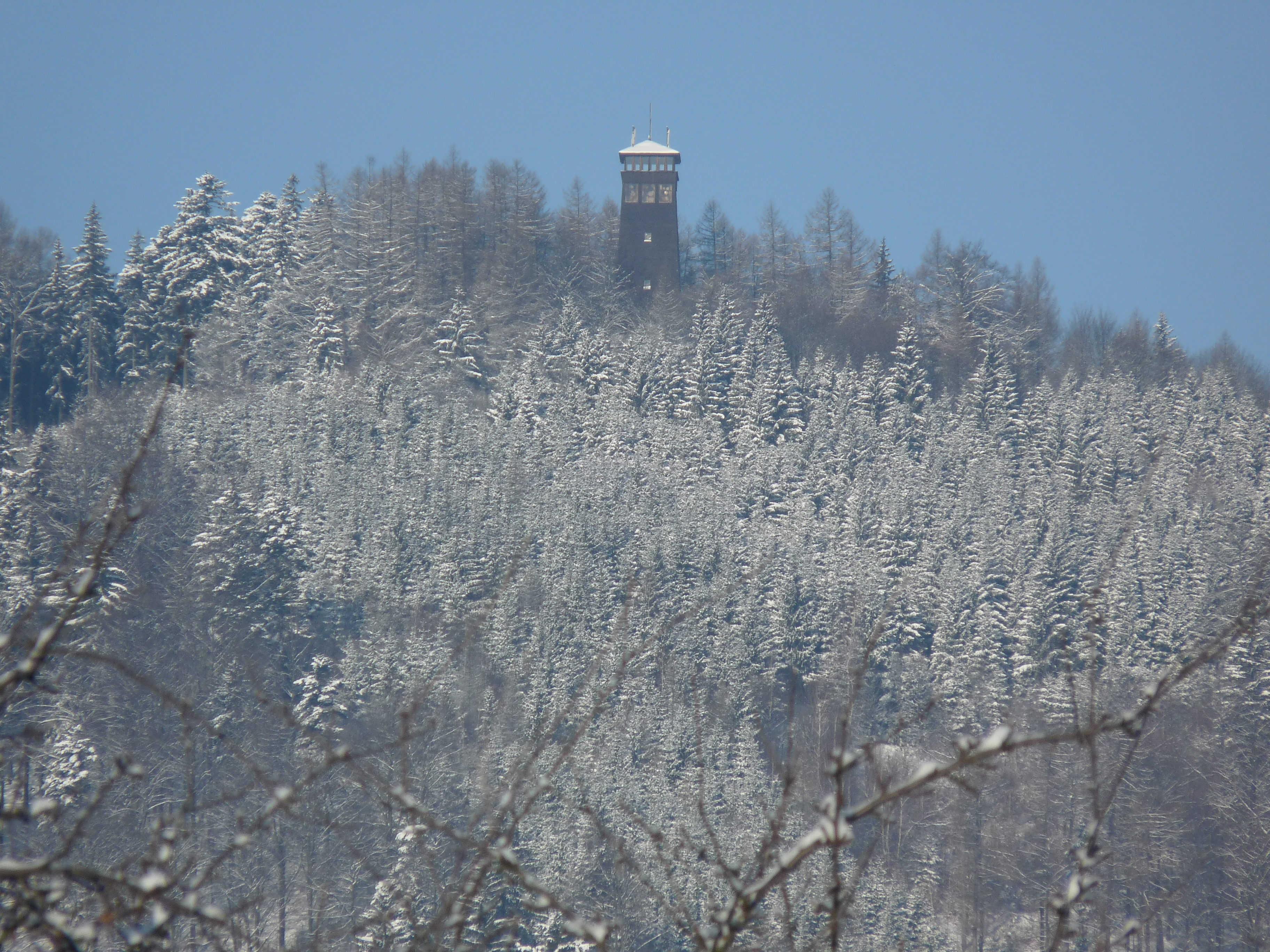
Háj (prominence 165 m)

Seznam vrcholů podle výšky obsahuje všechny pojmenované vrcholy s nadmořskou výškou nad 800 m. Celkem jich je 25, nejvyšší je Jeřáb (1003 m n. m.), jediná tisícovka Hanušovické vrchoviny.

| #   | Vrchol             | Výška m n. m. | Souřadnice                       | Okrsek                 | Přístup                   |
| --- | ------------------ | ------------- | -------------------------------- | ---------------------- | ------------------------- |
| 1.  | Jeřáb              | 1003          | 50°03′23″ s. š., 16°48′47″ v. d. | Jeřábská vrchovina     | modrá turistická značka   |
| 2.  | Kamenný vrch       | 964           | 49°57′48″ s. š., 17°05′59″ v. d. | Kamenecká hornatina    | červená turistická značka |
| 3.  | Bouda              | 956           | 50°02′43″ s. š., 16°51′03″ v. d. | Jeřábská vrchovina     | neznačeno                 |
| 4.  | Černé kameny       | 955           | 49°58′35″ s. š., 17°08′25″ v. d. | Kamenecká hornatina    | neznačeno                 |
| 5.  | Bílý kámen         | 949           | 49°59′00″ s. š., 17°08′43″ v. d. | Kamenecká hornatina    | neznačeno                 |
| 6.  | Ostrý              | 942           | 49°59′07″ s. š., 17°11′00″ v. d. | Kamenecká hornatina    | neznačeno                 |
| 7.  | Skály              | 933           | 49°58′15″ s. š., 17°07′49″ v. d. | Kamenecká hornatina    | neznačeno                 |
| 8.  | Smrčník            | 919           | 49°57′12″ s. š., 17°05′53″ v. d. | Kamenecká hornatina    | modrá turistická značka   |
| 9.  | Větrný vrch        | 918           | 49°58′40″ s. š., 17°10′19″ v. d. | Kamenecká hornatina    | neznačeno                 |
| 10. | Kamenec            | 913           | 50°01′49″ s. š., 16°50′24″ v. d. | Jeřábská vrchovina     | neznačeno                 |
| 11. | Závora             | 898           | 50°00′06″ s. š., 17°08′59″ v. d. | Kamenecká hornatina    | neznačeno                 |
| 12. | Vinná hora         | 889           | 49°57′38″ s. š., 17°08′19″ v. d. | Kamenecká hornatina    | neznačeno                 |
| 13. | Volyň              | 879           | 49°56′53″ s. š., 17°05′28″ v. d. | Kamenecká hornatina    | modrá turistická značka   |
| 14. | Závada             | 872           | 49°59′54″ s. š., 17°08′14″ v. d. | Kamenecká hornatina    | neznačeno                 |
| 15. | Výhledy            | 865           | 49°57′54″ s. š., 17°11′59″ v. d. | Kamenecká hornatina    | neznačeno                 |
| 16. | Pohořelec          | 851           | 50°03′48″ s. š., 16°51′00″ v. d. | Jeřábská vrchovina     | neznačeno                 |
| 17. | Jestřáb            | 850           | 49°57′09″ s. š., 17°06′45″ v. d. | Kamenecká hornatina    | neznačeno                 |
| 18. | Čečola             | 839           | 50°01′00″ s. š., 16°49′04″ v. d. | Písařovská pahorkatina | neznačeno                 |
| 19. | Jeřábek            | 838           | 50°02′58″ s. š., 16°47′44″ v. d. | Jeřábská vrchovina     | neznačeno                 |
| 20. | Svobodínská paseka | 828           | 50°00′56″ s. š., 17°08′25″ v. d. | Petrovská vrchovina    | neznačeno                 |
| 21. | Mazance            | 821           | 49°57′16″ s. š., 17°10′30″ v. d. | Kamenecká horatina     | neznačeno                 |
| 22. | Dobřečovská hora   | 809           | 49°55′38″ s. š., 17°11′52″ v. d. | Kamenecká hornatina    | neznačeno                 |
| 23. | Rabštejn           | 804           | 49°56′52″ s. š., 17°09′01″ v. d. | Kamenecká hornatina    | červená turistická značka |
| 24. | Maliník            | 803           | 49°57′07″ s. š., 17°10′24″ v. d. | Kamenecká hornatina    | neznačeno                 |
| 25. | Raškovská bouda    | 801           | 50°03′47″ s. š., 16°53′45″ v. d. | Jeřábská vrchovina     | neznačeno                 |

## Seznam vrcholů podle prominence
Seznam vrcholů podle prominence obsahuje všechny hanušovické hory a kopce s prominencí (relativní výškou) nad 100 metrů, bez ohledu na nadmořskou výšku. Celkem jich je 14. Nejprominentnější horou je nejvyšší Jeřáb (prominence 398 metrů), na druhém místě je výrazně nižší Bradlo (výška 600 m n. m., prominence 183 metrů).
| #   | Vrchol                 | Výška m n. m. | Promi- nence | Izolace (km)        | Souřadnice                       |
| --- | ---------------------- | ------------- | ------------ | ------------------- | -------------------------------- |
| 01. | Jeřáb                  | 1003          | 398          | 07,8 → Sviní hora   | 50°03′23″ s. š., 16°48′47″ v. d. |
| 02. | Bradlo                 | 0600          | 183          | 08,6 → Strančín     | 49°51′14″ s. š., 17°03′16″ v. d. |
| 03. | Kamenný vrch           | 0964          | 176          | 03,1 → Černé kameny | 49°57′48″ s. š., 17°05′59″ v. d. |
| 04. | Háj                    | 0632          | 165          | 04,7 → Ohařův kámen | 49°58′14″ s. š., 16°56′01″ v. d. |
| 05. | Petrovský vrch         | 0781          | 163          | 03,4 → Kamenný vrch | 49°59′39″ s. š., 17°04′18″ v. d. |
| 06. | Raškovská bouda        | 0801          | 153          | 02,5 → Bouda        | 50°03′47″ s. š., 16°53′45″ v. d. |
| 07. | Bílý kámen             | 0589          | 144          | 06,1 → Bradlo       | 49°52′15″ s. š., 16°58′23″ v. d. |
| 08. | Sklený vrch            | 0609          | 140          | 02,6 → Háj          | 49°59′15″ s. š., 16°54′22″ v. d. |
| 09. | bezejmennný (Potůčník) | 0764          | 137          | 01,9 → Žárovec      | 50°03′26″ s. š., 16°59′24″ v. d. |
| 10. | Markovice              | 0475          | 127          | 02,6 → Šebená       | 49°53′38″ s. š., 16°57′03″ v. d. |
| 11. | Žárovec                | 0794          | 121          | 02,5 → Ucháč        | 50°04′05″ s. š., 17°00′50″ v. d. |
| 12. | Dražník                | 0507          | 119          | 04,7 → Kamenný vrch | 49°55′42″ s. š., 16°59′03″ v. d. |
| 13. | Kamenitý kopec         | 0616          | 117          | 02,3 → Rudná hora   | 50°01′37″ s. š., 17°03′48″ v. d. |
| 14. | Bouda                  | 0956          | 103          | 02,6 → Jeřáb        | 50°02′43″ s. š., 16°51′03″ v. d. |